# Пакш (футбольный клуб)
«Пакш» — венгерский футбольный клуб из Пакша. Основан в 1952 году. Выступает на стадионе ПСЕ, вмещающем 4000 зрителей. Серебряный призёр Чемпионата Венгрии 2011 и 2024 года. Обладатель Кубка Венгрии 2024 и 2025 годов.

## История
История футбола в Пакше началась в 1912 году, когда в городе появилась студенческая команда. В 1952 году была создана команда «Paksi Sportegyesület», которая начала выступления на уровне района (медье) Тольна — с этого дня отсчитывается официальная история клуба. В 1970 году «Пакш» выиграл районный чемпионат и вышел в третий дивизион национального чемпионата, где провёл три сезона.
В 1976 команда с огромным преимуществом заняла первое место на районном чемпионате, а затем выиграла Szabadföld Kupa (Кубок газеты «Свободная земля»). В 1980-е годы команда несколько раз выходила в третий дивизион и была близка к дальнейшему повышению, однако до выхода во второй дивизион пришлось ждать 2001 года. Продолжая успешно выступать, по итогам сезона 2005/06 «Пакш» пробился в высшую лигу.
В 2011 году клуб вышел на второе место Чемпионата Венгрии и получил право сыграть в Лиге Европы УЕФА 2011/2012, где дошёл до третьего квалификационного раунда.

## Достижения
- Кубок Венгрии
  - Победитель (2): 2024, 2025
  - Финалист: 2022
- Чемпионат Венгрии
  - 2 место I. Дивизион: 2010/11, 2023/24
  - Победитель II. Дивизион, Западная группа: 2005/06
  - Победитель III. Дивизион, Дуна группа: 2000/01
- Кубок Жабафюльд
  - Победитель: 1976
- Кубок лиги
  - Победитель: 2010/11
  - Финалист: 2009/10